# Chomutowo (rejon nerechcki)
Chomutowo (ros. Хомутово) – wieś (dieriewnia) w Rosji, w obwodzie kostromskim, w rejonie nerechckim. W 2010 liczyła 258 mieszkańców.